# Pematang Donok
Pematang Donok is een bestuurslaag in het regentschap Kepahiang van de provincie Bengkulu, Indonesië. Pematang Donok telt 778 inwoners (volkstelling 2010).